# Alcmeó (mitologia)
Alcmeó (en grec antic: Ἀλκμαίων) va ser segons la mitologia grega, un heroi, fill de l'endeví Amfiarau, rei d'Argos, i d'Erifile.
Quan Amfiarau, obligat per la seva esposa Erifile, va anar amb els set cabdills a la guerra contra Tebes, ja sabia pel seu do profètic, que moriria, i va encomanar als seus fills la seva venjança. Per fer-ho, havien de fer una expedició contra Tebes i matar la seva mare.
Alcmeó, juntament amb el seu germà Amfíloc, va assaltar Tebes en la guerra dels epígons. Un oracle havia predit que aconseguirien la victòria si Alcmeó manava les tropes. Tot i l'oracle i la promesa feta al seu pare, Alcmeó no mostrava pressa en atacar Tebes. La seva mare, persuadida pel present del vestit d'Harmonia com abans ho havia estat pel seu collaret, durant la primera expedició, el va convèncer que ataqués la ciutat. Als primers combats, Alcmeó va matar el rei tebà Laodamant, fill d'Etèocles. Els tebans, desmoralitzats, van fugir durant la nit, seguint el consell de l'endeví Tirèsias. Els vencedors van entrar l'endemà a la ciutat i la van saquejar. Una part del botí va ser dedicada a Apol·lo, i van posar al capdavant de la ciutat al fill de Polinices, Tersandre.
Després de la victòria, Alcmeó va anar a consultar l'oracle de Delfos sobre la segona petició del seu pare, l'assassinat de la seva mare. L'oracle li va dir que no la deixés de complir, ja que Erifile no només s'havia deixat subornar per portar el seu espòs a la mort, sinó que havia fet el mateix amb els seus fills induint-los a atacar Tebes per segona vegada. Aquesta resposta va fer decidir Alcmeó, que matà Erifile amb l'ajuda del seu germà Amfíloc, o bé, i això sembla més probable, ell tot sol. Perseguit per les Erínies venjadores, es refugià primer a la cort del seu avi Ecleu, a l'Arcàdia, i després al regne de Fegeu. Fegeu el va purificar i el va casar amb la seua filla Arsínoe (o Alfesibea). Alcmenó li regalà el fatídic collar d'Harmonia, que havia pertangut a la seua mare. Amb Arsínoe va engendrar el seu fill Clici.
Però el regne de Fegeu va ser castigat amb l'esterilitat i l'oracle va dir que per acabar amb aquesta maledicció Alcmeó s'havia de purificar novament, acudint al déu-riu Aqueloos. Alcmeó va seguir la seva vida errant. Primer va anar a la cort d'Eneu, que l'acollí. Però els tesprotis de l'Epir, on va anar a continuació, el van expulsar. A la fi, i segons els vaticinis de l'oracle, va trobar a la desembocadura de l'Aqueloos una terra "formada després de l'assassinat de la seva mare", on el déu-riu el va purificar i l va donar per esposa la seva filla Cal·lírroe, amb la qual fou pare d'Acarnà i d'Amfòter. Ella li va exigir, com a regal de noces, el vestit i el collaret d'Harmonia, i per obeir-la Alcmeó va tornar a la cort de Fegeu, a la Psofídia, i va reclamar a Arsíone, la seva primera esposa, els regals que en altre temps li havia fet, explicant que per ordre de l'oracle els havia de consagrar a Apol·lo dèlfic per obtenir el perdó definitiu per haver mort sa mare. Fegeu va donar permís a la seva filla perquè entregués els regals a Alcmeó, però un criat d'aquest va donar a conèixer la veritable intenció del seu amo. Indignat, Fegeu va ordenar als seus fills que li posesin un parany i el matessin, ja que ell no ho podia fer, perquè Alcmeó era el seu hoste.
En època de Pausànias s'ensenyava la seva tomba rodejada de xiprers en una vall vora Tègea. Els fills d'Alcmeó van venjar el seu pare.
Una altra tradició explicada per Eurípides, deia que en la seva bogeria, quan el perseguien les Erínies, Alcmeó va tenir amb Manto, la filla de Tirèsias, un fill i una filla, Amfíloc i Tisífone, i els va dur a Corint perquè el seu rei, Creont, els eduqués. Però Tisífone era molt bella, i l'esposa del rei, engelosida i amb por que Creont la convertís en la seva amant, la va vendre com a esclava. La jove va ser comprada pel seu propi pare, Alcmeó, que no la va reconèixer. Quan Alcmeó va tornar a Corint, va reclamar els seus dos fills a Creont, que només li va poder donar el noi. Aleshores va veure que l'esclava que havia comprat era la seva filla Tisífone, i l'heroi va recuperar els seus dos fills.